# Campionato asiatico maschile di pallamano 1991
Il Campionato asiatico maschile di pallamano 1991 è stata la sesta edizione del torneo organizzato dalla Asian Handball Federation e rivolto a nazionali asiatiche di pallamano maschile. Il torneo si è svolto dal 22 agosto al 1º settembre 1991 in Giappone, ospitato nella città di Hiroshima.
Il torneo ha visto l'affermazione della nazionale della Corea del Sud per la quarta volta nella sua storia.

## Squadre partecipanti
- Giappone
- Qatar
- Corea del Nord
- Cina Taipei
- Kuwait
- Emirati Arabi Uniti
- Siria
- Corea del Sud
- Bahrein
- Iran
- Cina
- Arabia Saudita

## Podio
| Pos. | Squadra       |
| ---- | ------------- |
| 1°   | Corea del Sud |
| 2°   | Giappone      |
| 3°   | Cina          |